# Weizenbaum-Institut
Das Weizenbaum-Institut ist ein vom Bundesministerium für Bildung und Forschung gefördertes Verbundprojekt. Es wurde 2017 mit Sitz in Berlin gegründet.
Dem Verbund gehören an: die Freie Universität Berlin, die Humboldt-Universität zu Berlin, die Technische Universität Berlin, die Universität der Künste Berlin, die Universität Potsdam, das Fraunhofer-Institut für Offene Kommunikationssysteme (FOKUS) und das Wissenschaftszentrum Berlin für Sozialforschung (WZB).  Die zentrale Administration und rechtsgeschäftliche Vertretung des Instituts obliegt dem Weizenbaum-Institut e. V.
Aufgabe des nach dem Informatiker Joseph Weizenbaum benannten Instituts ist es, aktuelle gesellschaftliche Veränderungen im Zusammenhang mit der Digitalisierung zu untersuchen und künftige politische und wirtschaftliche Handlungsoptionen zu entwickeln. Das Institut soll unabhängig und interdisziplinär den digitalen Wandel einschließlich der rechtlichen, ethischen und ökonomischen Fragen der Digitalen Gesellschaft erforschen. Die übergreifende Fragestellung des Instituts lautet: „Wie lassen sich die Ziele individueller und gesellschaftlicher Selbstbestimmung in einer von digital vermittelten Transformations- und Entgrenzungsprozessen geprägten Welt realisieren und welche Rahmenbedingungen und Ressourcen sind für ihre Verwirklichung notwendig?“
Im Frühjahr 2021 wurde eine engere Zusammenarbeit zwischen dem Weizenbaum-Institut, dem Bayerischen Forschungsinstitut für Digitale Transformation (bidt) und dem Center for Advanced Internet Studies (CAIS) beschlossen, um den wissenschaftlichen Nachwuchs besser zu fördern.
Im November 2021 ging das Weizenbaum-Institut mit der ersten Ausgabe der neu gegründeten Open-Access-Zeitschrift Weizenbaum Journal of the Digital Society (WJDS) online. Das Journal widmet sich der interdisziplinären Digitalisierungsforschung und soll eine Lücke in der Publikationslandschaft schließen.

## Geschichte
Das Bundesministerium für Bildung und Forschung unter Johanna Wanka gab am 23. Mai 2017 die Gewinner des Wettbewerbs zur Gründung des Deutschen Internet-Instituts bekannt. Das Konsortium aus den Universitäten FU Berlin, HU Berlin, TU Berlin, UdK Berlin, Universität Potsdam sowie das Fraunhofer-Institut für Offene Kommunikationssysteme und das Wissenschaftszentrum Berlin für Sozialforschung (WZB) haben sich dabei in einem seit September 2015 laufenden zweistufigen wettbewerblichen Verfahren durchgesetzt. Beim Start der Aufbauphase war geplant, dem Institut zwischen 2017 und 2022 bis zu 50 Millionen Euro an Fördermitteln bereitzustellen.
Mit der Arbeitsaufnahme des Instituts im September 2017 erfolgte eine Umbenennung in „Weizenbaum-Institut für die vernetzte Gesellschaft – Das Deutsche Internet-Institut“.
Im April 2019 wurde das Gründungsdirektorium, bestehend aus Martin Emmer, Axel Metzger und Ina Schieferdecker, verabschiedet und ein neues Direktorium konstituiert. Dieses setzt sich aus den fünf W3-Professuren der beteiligten Universitäten sowie je einer Vertretung des Wissenschaftszentrums Berlin für Sozialforschung (WZB) und des Fraunhofer-Instituts für Offene Kommunikationssysteme zusammen. Geschäftsführender Direktor ist Christoph Neuberger, seine Stellvertreter Sascha Friesike und Martin Krzywdzinski.
Ende 2019 wurde der Weizenbaum-Institut e. V. gegründet, der seit September 2020 die zentrale Administration und die rechtsgeschäftliche Vertretung des Instituts übernommen hat. Er löste damit das Wissenschaftszentrums Berlin für Sozialforschung als Koordinator des Verbunds ab. Der Verein ist Träger der Geschäftsstelle und koordiniert den wissenschaftlichen Verbund, außerdem ist er für Öffentlichkeitsarbeit, den Wissenstransfer in Politik, Wirtschaft und Zivilgesellschaft, die Internationalisierung des Instituts und die Nachwuchsförderung verantwortlich.
Am 15. September 2022 begann für das Weizenbaum-Institut eine zweite Förderphase, die zur Institutionalisierung des Instituts in der bundesweiten Forschungslandschaft führen soll. Dafür wurde das Forschungsprogramm des Verbundprojektes neu aufgestellt, um den interdisziplinären Charakter der Digitalisierungsforschung zu stärken.

## Forschungsschwerpunkte und Forschungsgruppen (seit 09/2022)
Die Forschung des Instituts ist in vier interdisziplinären Forschungsschwerpunkten mit insgesamt 16 Forschungsgruppen organisiert:

### Digitale Technologien in der Gesellschaft
- Wohlbefinden in der digitalen Welt
- Digitalisierung, Nachhaltigkeit und Teilhabe
- Design, Diversität und New Commons
- Daten, algorithmische Systeme und Ethik

### Digitale Märkte und Öffentlichkeiten auf Plattformen
- Dynamiken digitaler Nachrichtenvermittlung
- Digitale Ökonomie, Internet-Ökosystem und Internet-Policy
- Plattform-Algorithmen and Digitale Propaganda
- Dynamiken der digitalen Mobilisierung

### Organisation von Wissen
- Arbeiten mit Künstlicher Intelligenz
- Reorganisation von Wissenspraktiken
- Digitalisierung und Öffnung der Wissenschaft
- Bildung für die digitale Welt

### Digitale Infrastrukturen in der Demokratie
- Normsetzung und Entscheidungsverfahren
- Digitalisierung und vernetzte Sicherheit
- Sicherheit und Transparenz digitaler Prozesse
- Technik, Macht und Herrschaft

Flankiert werden die vier Forschungsschwerpunkte durch die Forschungseinheiten des Weizenbaum Digital Science Center:
- Metaforschung
- Forschungssynthesen
- Weizenbaum Panel
- Methodenlab

## Arbeitsfelder (2017–2022)
In der Aufbauphase war die Forschung am Institut in 4 Bereiche mit insgesamt 21 Forschungsgruppen gegliedert:

### Mensch – Arbeit – Wissen
- Arbeiten in hochautomatisierten, digital-hybriden Prozessen

- Kritische Maker-Kultur

- Bildung und Weiterbildung in der digitalen Gesellschaft

- Digitale Technologien und Wohlbefinden

- Digitalisierung der Wissenschaft

- Reorganisation von Wissenspraktiken

### Markt – Wettbewerb – Ungleichheit
- Arbeiten und Kooperieren in der Sharing Economy

- Rahmenbedingungen für Datenmärkte

- Datenbasierte Geschäftsmodellinnovationen

- Ungleichheit und digitale Souveränität

- Digitale Integration

### Demokratie – Partizipation – Öffentlichkeit
- Demokratie und Digitalisierung

- Digital Citizenship

- Nachrichten, Kampagnen und die Rationalität öffentlicher Diskurse

- Digitalisierung und transnationale Öffentlichkeit

### Verantwortung – Vertrauen – Governance
- Verantwortung und das Internet der Dinge

- Verlagerung in der Normsetzung

- Vertrauen in verteilten Umgebungen

- Quantifizierung und gesellschaftliche Regulierung

- Digitalisierung und vernetzte Sicherheit

- Kritikalität KI-basierter Systeme

Zusätzlich zu den 4 Forschungsbereichen gab es 3 begleitende Querschnittsformate, die sich auf übergreifende Fragen der Ethik und politischen Gestaltung des Verhältnisses von Technik und Gesellschaft konzentrierten:
- Digitalisierung und Nachhaltigkeit
- Autonome Systeme und Selbstbestimmung
- Sicherheit und Offenheit

## Finanzierung
In der aktuellen Förderphase 2022–2025 wird das Institut vom Bundesministerium für Bildung und Forschung mit rund 36 Millionen Euro sowie vom Land Berlin mit rund 3,5 Millionen Euro gefördert.

## Vergleichbare Forschungseinrichtungen
- Alexander von Humboldt Institut für Internet und Gesellschaft (HIIG)
- Bayerisches Forschungsinstitut für Digitale Transformation (bidt)
- Center for Advanced Internet Studies (CAIS)
- Oxford Internet Institute (OII)
- Zentrum verantwortungsbewusste Digitalisierung (ZEVEDI)